# Magyarország területi beosztásai
Magyarország területét 3 országrészre, 7 tervezési-statisztikai régióra, 1 fővárosra és 19 vármegyére (benne 25 megyei jogú városra), 3155 településre és 23 kerületre osztják. A 3155 településből 348 város (ebből Budapest főváros, 25 megyei jogú város), 126 nagyközség, 2681 pedig község. Önkormányzattal mind a 3155 település rendelkezik, Budapest (mely egyenrangú a vármegyékkel) pedig kétszintű önkormányzati rendszerrel rendelkezik. 
A megyei jogú városok (számuk 25, a megyeszékhelyek Budapestet kivéve, valamint 7 nem megyeszékhely város) nem alkotnak a vármegyéktől elkülönülő közigazgatási területi egységet, de egyes, csak a megyék által birtokolt joggal rendelkeznek, önkormányzatuk pedig különbözik az egyéb városokétól, valamint Budapestétől.

## Áttekintés
| Országrész         | Régió              | Vármegye               |
| ------------------ | ------------------ | ---------------------- |
| Alföld és Észak    | Észak-Magyarország | Borsod-Abaúj-Zemplén   |
| Alföld és Észak    | Észak-Magyarország | Heves                  |
| Alföld és Észak    | Észak-Magyarország | Nógrád                 |
| Alföld és Észak    | Észak-Alföld       | Hajdú-Bihar            |
| Alföld és Észak    | Észak-Alföld       | Jász-Nagykun-Szolnok   |
| Alföld és Észak    | Észak-Alföld       | Szabolcs-Szatmár-Bereg |
| Alföld és Észak    | Dél-Alföld         | Bács-Kiskun            |
| Alföld és Észak    | Dél-Alföld         | Békés                  |
| Alföld és Észak    | Dél-Alföld         | Csongrád-Csanád        |
| Közép-Magyarország | Pest vármegye      | Pest                   |
| Közép-Magyarország | Budapest (főváros) | Budapest (főváros)     |
| Dunántúl           | Közép-Dunántúl     | Fejér                  |
| Dunántúl           | Közép-Dunántúl     | Komárom-Esztergom      |
| Dunántúl           | Közép-Dunántúl     | Veszprém               |
| Dunántúl           | Dél-Dunántúl       | Baranya                |
| Dunántúl           | Dél-Dunántúl       | Somogy                 |
| Dunántúl           | Dél-Dunántúl       | Tolna                  |
| Dunántúl           | Nyugat-Dunántúl    | Győr-Moson-Sopron      |
| Dunántúl           | Nyugat-Dunántúl    | Vas                    |
| Dunántúl           | Nyugat-Dunántúl    | Zala                   |

## Országrészek
| Országrész         | Terület (km²) | Lakó (fő) | Régió | Vármegye főváros | Járás | Település | Település | Település | Település    |
| Országrész         | Terület (km²) | Lakó (fő) | Régió | Vármegye főváros | Járás | össz.     | város     | 10e+      | MJV. kerület |
| ------------------ | ------------- | --------- | ----- | ---------------- | ----- | --------- | --------- | --------- | ------------ |
| Alföld és Észak    | 49 494        | 3 838 906 | 3     | 9                | 88    | 1 253     | 171       | 58        | 10           |
| Közép-Magyarország | 6 916         | 3 011 598 | 2     | 1 + 1            | 41    | 188       | 55        | 64        | 1 + 23       |
| Dunántúl           | 36 612        | 2 927 867 | 3     | 9                | 68    | 1 714     | 120       | 45        | 12           |
| Összesen           | 93 023        | 9 778 371 | 8     | 19 + 1           | 197   | 3 155     | 346       | 167       | 23 + 23      |

## Magyarország tervezési-statisztikai régiói
A régiók központjai a félkövér betűkkel jelölt városok.
| Régió neve         | Terület (km²) | Népesség  | Népsűrűség (fő/km²) | Vármegyék                                                 | Megyei jogú városok                                         |
| ------------------ | ------------- | --------- | ------------------- | --------------------------------------------------------- | ----------------------------------------------------------- |
| Észak-Magyarország | 13 428        | 1 209 142 | 90                  | Borsod-Abaúj-Zemplén, Heves, Nógrád                       | Miskolc, Eger, Salgótarján                                  |
| Észak-Alföld       | 17 749        | 1 492 502 | 84                  | Hajdú-Bihar, Jász-Nagykun-Szolnok, Szabolcs-Szatmár-Bereg | Debrecen, Szolnok, Nyíregyháza                              |
| Dél-Alföld         | 18 339        | 1 318 214 | 71                  | Bács-Kiskun, Békés, Csongrád-Csanád                       | Kecskemét, Baja, Békéscsaba, Szeged, Hódmezővásárhely       |
| Közép-Magyarország | 6 919         | 2 951 436 | 426                 | Pest, Budapest főváros                                    | Érd                                                         |
| Közép-Dunántúl     | 11 237        | 1 098 654 | 97                  | Komárom-Esztergom, Fejér, Veszprém                        | Székesfehérvár, Dunaújváros, Tatabánya, Esztergom, Veszprém |
| Nyugat-Dunántúl    | 11 209        | 996 390   | 88                  | Győr-Moson-Sopron, Vas, Zala                              | Győr, Sopron, Szombathely, Zalaegerszeg, Nagykanizsa        |
| Dél-Dunántúl       | 14 169        | 947 986   | 66                  | Baranya, Somogy, Tolna                                    | Pécs, Kaposvár, Szekszárd                                   |

## Magyarország eurorégiói
A következő eurorégiókhoz tartoznak magyarországi területek:
- Duna-Körös-Maros-Tisza (DKMT): Bács-Kiskun, Békés, Csongrád-Csanád, Jász-Nagykun-Szolnok

- Ister-Granum Eurorégió: Esztergom vonzáskörzetébe eső települések (Komárom-Esztergom, Nógrád, Pest vármegyék és a Nyitrai kerület területéről)

- Duna-Dráva-Száva: Baranya

- Kárpátok Eurorégió: Borsod-Abaúj-Zemplén, Szabolcs-Szatmár-Bereg, Hajdú-Bihar, Jász-Nagykun-Szolnok, Heves vármegyék

- Nyugat-Pannónia Eurorégió: Győr-Moson-Sopron, Vas, Zala

## Magyarország vármegyéi
| Címer | Vármegye neve                   | Vármegyeszékhely | Terület (km²) | Népesség (fő) | Népsűrűség (fő/km²) | Település | Kistérség (megszűntek) | Járás |
| ----- | ------------------------------- | ---------------- | ------------- | ------------- | ------------------- | --------- | ---------------------- | ----- |
|       | Bács-Kiskun vármegye            | Kecskemét        | 8445          | 530 379       | 64                  | 119       | 10                     | 11    |
|       | Baranya vármegye                | Pécs             | 4430          | 394 911       | 91                  | 301       | 9                      | 10    |
|       | Békés vármegye                  | Békéscsaba       | 5631          | 371 322       | 70                  | 75        | 8                      | 9     |
|       | Borsod-Abaúj-Zemplén vármegye   | Miskolc          | 7247          | 701 160       | 102                 | 358       | 15                     | 16    |
|       | Csongrád-Csanád vármegye        | Szeged           | 4263          | 423 826       | 100                 | 60        | 7                      | 7     |
|       | Fejér vármegye                  | Székesfehérvár   | 4359          | 428 295       | 97                  | 108       | 10                     | 9     |
|       | Győr-Moson-Sopron vármegye      | Győr             | 4208          | 447 033       | 105                 | 182       | 7                      | 7     |
|       | Hajdú-Bihar vármegye            | Debrecen         | 6211          | 542 192       | 89                  | 82        | 9                      | 10    |
|       | Heves vármegye                  | Eger             | 3637          | 314 441       | 89                  | 121       | 7                      | 7     |
|       | Jász-Nagykun-Szolnok vármegye   | Szolnok          | 5582          | 394 891       | 74                  | 78        | 7                      | 9     |
|       | Komárom-Esztergom vármegye      | Tatabánya        | 2265          | 314 450       | 139                 | 76        | 7                      | 6     |
|       | Nógrád vármegye                 | Salgótarján      | 2546          | 207 637       | 86                  | 131       | 6                      | 6     |
|       | Pest vármegye                   | Budapest         | 6393          | 1 213 290     | 176                 | 187       | 16                     | 18    |
|       | Somogy vármegye                 | Kaposvár         | 6036          | 322 197       | 55                  | 246       | 11                     | 8     |
|       | Szabolcs-Szatmár-Bereg vármegye | Nyíregyháza      | 5936          | 565 326       | 98                  | 229       | 12                     | 13    |
|       | Tolna vármegye                  | Szekszárd        | 3703          | 235 874       | 67                  | 109       | 5                      | 6     |
|       | Vas vármegye                    | Szombathely      | 3336          | 260 950       | 80                  | 216       | 9                      | 7     |
|       | Veszprém vármegye               | Veszprém         | 4493          | 360 387       | 82                  | 217       | 9                      | 10    |
|       | Zala vármegye                   | Zalaegerszeg     | 3784          | 290 204       | 78                  | 257       | 9                      | 6     |

## Magyarország települései
Magyarország területe 3155 településre oszlik, ebből 348 város, 126 nagyközség, 2681 pedig község. Magyarországon a városi jogállás elnyerésére pályázni kell, a címet pedig a köztársasági elnök ítéli oda a településnek. Legutóbb 2021-ben volt várossá nyilvánítás, ekkor 2 addigi nagyközséget nyilvánított várossá Áder János köztársasági elnök. A várossá nyilvánítást szabályozó kormányrendeletet 2015-ben módosították, ekkor az eljárásnak olyan szigorú feltételeket szabtak, mint például legalább 10.000 fős lélekszám. Ez utóbbi követelménynek Solymár vagy Tárnok is megfelel, ennek ellenére még nem kapott városi címet. 2021-ben Kiskunlacháza és Nyírbogát nagyközségeket várossá nyilvánították.